# تارا ناث شارما
تارا ناث شارما (بالنيبالية: तारानाथ शर्मा)‏ هو كاتب نيبالي، ولد في 23 يونيو 1934 في باربوت في نيبال.